# Torre Quebrada de Guadiaro
la Torre Quebrada de Guadiaro, también denominada a veces Torre Vieja de Guadiaro o simplemente Torre Vieja es una almenara situada en la localidad andaluza de San Roque, España. La torre fue construida como parte del sistema de defensa de la bahía de Algeciras y el estrecho de Gibraltar durante el siglo XV.
La torre se encuentra situada junto a la línea de costa y a escasos metros de la desembocadura del río Guadiaro. Tiene planta circular, poca altura, y fue construida con materiales de no muy buena calidad como atestiguan diversos cronistas de la época al declarar que sus muros de escaso grosor eran «de piedra tosca». Se desconoce el año exacto de su construcción y algunas fuentes apuntan a un posible origen islámico. En cualquier caso la torre se encontraba ya en pie a principios del siglo XVI cuando un rayo cae sobre ella y la parte en dos. Tras este acontecimiento la Torre Quebrada de Guadiaro queda arruinada e inutilizada para realizar las funciones que hasta el momento venía desarrollando. Así en 1516 mediante una Real Cédula se pone de manifiesto la necesidad de construir una nueva torre en la desembocadura del río Guadiaro que viniera a sustituirla, la Torre Nueva de Guadiaro. En la actualidad la torre se encuentra integrada en un parque conservando aproximadamente la mitad de sus materiales originales.